# Do it yourself (Film)
Do it yourself ist ein Kurzfilm aus dem Jahr 1982 der Schweizer Regisseure Erich Langjahr und Walter Marti. Der Film handelt von der Zerstörung von Gebrauchsgütern.

## Entstehung
Der Film «Do it yourself» wurde auf der Müllhalde der Gemeinde Root gedreht.
2019 wurde der Film mit Hilfe von Memoriav (Verein zur Erhaltung des audiovisuellen Kulturgutes der Schweiz) digital restauriert.

## Inhalt
Jedes Jahr werden in der Europäischen Gemeinschaft und in der Schweiz noch intakte Waren im Wert von etlichen Millionen Franken aus marktwirtschaftlicher "Notwendigkeit"  vernichtet, so z. B. auch Fernseher. Der Film thematisiert den Konsumterror und hebt den ständigen Strom, der auf den Müll wandernden Güter unserer Industriegesellschaften ins Bewusstsein.

## Rezeption
Der Film «Do it yourself» wurde an verschiedenen Festivals im In- und Ausland gezeigt und von der Schweizer Tagespresse kommentiert.
«Do it yourself» war der Eröffnungsbeitrag im Wettbewerbsprogramm der Westdeutschen Kurzfilmtage in Oberhausen (1982). Darüber schrieb Peter Isenegger in der Innerschweizer Zeitung Vaterland folgendes: "Mit Erich Langjahrs Film «Do it yourself» haben gestern in Oberhausen die Westdeutschen Kurzfilmtage ihren Auftakt genommen. Der Kurzfilm der reichlich Tiefe aufweist, ist ein Film über die Wegwerfgesellschaft. Eine Gesellschaft, die es sich leisten kann – oder glaubt, es sich leisten zu können – Dinge wegzuwerfen, die durchaus noch ihren Dienst leisten könnten. Im gerafften Film wird dies anhand von Fernsehempfängern deutlich gemacht.  Ein Film über das „Wegwerfen“ aber durchaus kein Wegwerffilm."
Anlässlich der Preisverleihung des CIDALC (Comité International pour la Diffusion des Arts et des Lettres par le Cinéma) 1985 schrieb Alain Sagne, Generalsekretär des 3. Europäischen Umweltfestivals in Paris, folgendes: „Der Film symbolisiert den Konsum Terror und hebt den ständigen Strom der auf den Müll wandernden Güter unserer Industriegesellschaft ins Bewusstsein: Nicht nur den Ersatz kurzlebiger Güter, sondern auch solcher, die noch voll funktionsfähig sind und lediglich durch die drückende Welle des „neusten Modells“ auf dem Schrott landen. Die Überhöhung – mit Schweizer Humor – der automatisierten Vernichtung durch das handwerkliche Zerhacken mit dem Beil, was wir vielleicht bewusst nie täten, zeigt erst, dass wir es indirekt dennoch tun. Diese Botschaft, dass alles, was letztlich das Fernsehen anpreist, auf dem Müll landet, auch die Fernsehgeräte, wurde trotz einiger Schwächen mit Witz und beeindruckend übermittelt und könnte durchaus seine Wirkung auf den Einzelnen wie auch auf unsere Industrie haben, die nur allzu leicht in Sackgassen rennt, wenn sie Waren produziert, die im Grunde niemand braucht.“
Am 9. Bildrausch – Filmfest Basel vom Juni 2019 erlebte die digital restaurierte Kopie von «Do it yourself» ihre Uraufführung. Dies im Rahmen der Würdigung des Schaffens von Walter Marti und Reni Mertens unter dem Titel «Nachhall: Mit Reni Mertens und Walter Marti in die Zukunft».

## Festivalvorführungen (Auswahl)
- Solothurn (CH): Solothurner Filmtage, 1982
- Nyon (CH): 14. Festival int. de cinéma Visions du Réel, 1982
- Oberhausen (D): Westdeutsche Kurzfilmtage "Weg zum Nachbarn", 1982
- Leipzig (DDR): 25. Leipziger Dokumentar- und Kurzfilmwoche für Kino und Fernsehen, 1982
- Edinburgh (GB): 36. Internationales Filmfestival in Edinburgh, 1982
- Melbourne (AU): Melbourne Film Festival, 1983
- Würzburg (D): 19. Internationales Filmwochenende Würzburg, 1985
- Paris (F): 3. Europäisches Umweltfilmfestival, 1985
- Augsburg (D): 3. Tage des unabhängigen Films, 1987
- Basel (CH): Bildrausch Filmfestival Basel, 2019

## Weblink
https://langjahr-film.ch/pagina.php?0,0,1,0,10,0,